# Strangers in the Night (álbum)
Strangers in the Night es el segundo álbum en vivo de la banda británica de hard rock y heavy metal UFO, publicado en 1979 por Chrysalis Records. Su grabación se llevó a cabo durante la gira promocional del álbum Obsession en 1978, tomadas de las presentaciones en las ciudades de Chicago y Louisville en los Estados Unidos.
Fue el último álbum de Michael Schenker con la banda, ya que luego de su grabación se retiró por problemas con Phil Mogg. En su reemplazo y para terminar las últimas presentaciones fue escogido el guitarrista Paul Chapman, integrante de Lone Star. En posteriores entrevistas con Michael, mencionó que no estuvo de acuerdo con la elección de los temas, que según sus palabras; «...hubo mejores, que podrían haberse utilizado».
Hasta el día de hoy sigue siendo considerado como uno de los más grandes álbumes en vivo de la historia del rock. Incluso la revista Kerrang!, lo situó en el puesto 47 de su lista los 100 grandes álbumes del heavy metal de todos los tiempos.
En cuanto a las listas musicales, obtuvo el puesto 7 en los UK Albums Chart del Reino Unido y el 42 en la lista Billboard 200 de los Estados Unidos. Además fueron extraídos dos sencillos para promocionarlo; «Doctor Doctor» que obtuvo el puesto 35 y «Shoot Shoot» que alcanzó la posición 48, ambas en el Reino Unido. Además, es el primer disco de la banda en obtener disco de plata, otorgado por la British Phonographic Industry en abril del mismo año, luego de vender más de 60 000 copias en su propio país.

## Lista de canciones
| N.º | Título                 | Escritor(es)                | Duración |  |
| 1.  | «Natural Thing»        | Schenker, Mogg, Way         | 3:57     |  |
| 2.  | «Out in the Street»    | Mogg, Way                   | 5:07     |  |
| 3.  | «Only You Can Rock Me» | Schenker, Mogg, Way         | 4:08     |  |
| 4.  | «Doctor Doctor»        | Schenker, Mogg              | 4:42     |  |
| 5.  | «Mother Mary»          | Schenker, Mogg, Way, Parker | 3:25     |  |
| 6.  | «This Kid's»           | Schenker, Mogg              | 5:11     |  |
| 7.  | «Love to Love»         | Schenker, Mogg              | 7:38     |  |
| 8.  | «Lights Out»           | Schenker, Mogg, Way, Parker | 5:23     |  |
| 9.  | «Rock Bottom»          | Schenker, Mogg              | 11:08    |  |
| 10. | «Too Hot to Handle»    | Mogg, Way                   | 4:26     |  |
| 11. | «I'm a Loser»          | Schenker, Mogg              | 4:13     |  |
| 12. | «Let it Roll»          | Schenker, Mogg              | 4:48     |  |
| 13. | «Shoot Shoot»          | Schenker, Mogg, Way, Parker | 4:07     |  |

## Músicos
- Phil Mogg: voz
- Michael Schenker: guitarra líder
- Paul Raymond: guitarra rítmica y teclados
- Pete Way: bajo
- Andy Parker: batería